# Lucian Goian
Lucian Goian (né le 10 février, 1983 à Suceava, Roumanie) est un footballeur roumain qui évolue au poste de défenseur central. Il joue actuellement pour le Chennaiyin FC. C'est le petit frère du joueur du Steaua Bucarest, Dorin Goian, également défenseur central. Il signe avec son club formateur, le Dinamo, après avoir marqué contre le rival, le Steaua Bucarest, quand il a joué au Ceahlăul. Il a également joué 6 matchs en UEFA avec le Dinamo.

## Palmarès

### Club
Dinamo Bucarest
- Vainqueur de la Coupe de Roumanie en 2005
- Vainqueur de la Supercoupe de Roumanie en 2005

CFR Cluj
- Vainqueur de la Coupe de Roumanie en 2016